# Championnats d'Europe de cyclisme sur route 1998
Navigation
Édition précédente Édition suivante
Les championnats d'Europe de cyclisme sur route 1998 se sont déroulés en août 1998, à Uppsala en Suède.

## Résultats
| Compétitions             | Or                | Argent            | Bronze            |
| Hommes - moins de 23 ans |                   |                   |                   |
| Course en ligne          | Zoran Klemenčič   | Andy Vidts        | Raphael Schweda   |
| Contre-la-montre         | Oleg Joukov       | Marco Pinotti     | László Bodrogi    |
| Femmes - moins de 23 ans |                   |                   |                   |
| Course en ligne          | Susanne Ljungskog | Diana Žiliūtė     | Mirella van Melis |
| Contre-la-montre         | Diana Žiliūtė     | Susanne Ljungskog | Rasa Mažeikytė    |

## Tableau des médailles
| Rang  | Nation    | Or | Argent | Bronze | Total |
| ----- | --------- | -- | ------ | ------ | ----- |
| 1     | Lituanie  | 1  | 1      | 1      | 3     |
| 2     | Suède     | 1  | 1      | 0      | 2     |
| 3     | Russie    | 1  | 0      | 0      | 1     |
| 3     | Slovénie  | 1  | 0      | 0      | 1     |
| 5     | Belgique  | 0  | 1      | 0      | 1     |
| 5     | Italie    | 0  | 1      | 0      | 1     |
| 7     | Allemagne | 0  | 0      | 1      | 1     |
| 7     | Hongrie   | 0  | 0      | 1      | 1     |
| 7     | Pays-Bas  | 0  | 0      | 1      | 1     |
| Total | Total     | 4  | 4      | 4      | 12    |